# Kathrin Schlass
Kathrin Schlass (* 22. März 1971 in Wattenscheid) ist eine deutsche Journalistin und Moderatorin.

## Leben
Kathrin Schlass ist im Ruhrgebiet aufgewachsen. An der Universität-Gesamthochschule Essen studierte sie Kommunikationswissenschaft, Germanistik und Psychologie. Schon während ihres Studiums arbeitete sie als Moderatorin für den NRW Lokalfunk. Nach Stationen als Reporterin bei der Westdeutschen Allgemeinen Zeitung und dem Deutschlandfunk war sie als Autorin für die Aktuelle Stunde des Westdeutschen Rundfunks tätig. Beim Norddeutschen Rundfunk absolvierte sie ein Volontariat und arbeitet seitdem als Moderatorin, Redakteurin, Reporterin beim Radiosender NDR 2, wo sie vor allem die NDR 2 Nachrichten, NDR 2 Updates und NDR 2 Spezial-Sendungen präsentiert. Darüber hinaus ist sie bei ARD-aktuell tätig, als Moderatorin im Info-Kanal tagesschau24 und Sprecherin der Tagesschau-Nachrichten.
Neben ihrer journalistischen Tätigkeit arbeitet Kathrin Schlass auch als Kommunikationstrainerin. Zu ihren besonderen Schwerpunkten zählt hier v. a. die Stärkung der Präsenz von Frauen.